# Lista de partidas do FBC Melgar na Copa Libertadores da América
Este artigo contém a lista de jogos disputados pelo FBC Melgar na Copa Libertadores da América. Até agora o clube disputou 36 partidas, das quais venceu 10, empatou 3 e perdeu 23. A primeira partida foi em 1982.

## Legenda
- Cor de fundo verde = Vitória
- Cor de fundo amarela = Empate
- Cor de fundo vermelha = Derrota

## Década de 1980

### 1982
| 13 de março Fase de grupos | Melgar | 2 – 1 | Deportivo Municipal |  |  |
|                            |        |       |                     |  |  |

| 24 de março Fase de grupos | Melgar | 0 – 3 | Olimpia |  |  |
|                            |        |       |         |  |  |

| 31 de março Fase de grupos | Melgar | 3 – 2 | Sol de América |  |  |
|                            |        |       |                |  |  |

| 3 de abril Fase de grupos | Deportivo Municipal | 0 – 2 | Melgar |  |  |
|                           |                     |       |        |  |  |

| 21 de abril Fase de grupos | Sol de América | 0 – 2 | Melgar |  |  |
|                            |                |       |        |  |  |

| 25 de abril Fase de grupos | Olimpia | 4 – 0 | Melgar |  |  |
|                            |         |       |        |  |  |

### 1984
| 11 de março Fase de grupos | Sporting Cristal | 3 – 2 | Melgar | Lima, Peru |  |
|                            |                  |       |        |            |  |

| 21 de março Fase de grupos | ULA Mérida | 1 – 0 | Melgar |  |  |
|                            |            |       |        |  |  |

| 25 de março Fase de grupos | Portuguesa | 4 – 0 | Melgar |  |  |
|                            |            |       |        |  |  |

| 1 de abril Fase de grupos | Melgar | 2 – 0 | Sporting Cristal | Arequipa, Peru |  |
|                           |        |       |                  |                |  |

| 5 de abril Fase de grupos | Melgar | 0 – 1 | ULA Mérida | Arequipa, Peru |  |
|                           |        |       |            |                |  |

| 8 de abril Fase de grupos | Melgar | 1 – 2 | Portuguesa | Arequipa, Peru |  |
|                           |        |       |            |                |  |

## Década de 2010

### 2016
| 17 de fevereiro Fase de grupos | Melgar        | 1 – 2     | Atlético Mineiro                | Arequipa, Peru                      |  |
|                                | Fernández 14' | Relatório | Rafael Carioca 20' · Patric 38' | Estádio: Estádio Monumental da UNSA |  |

| 24 de fevereiro Fase de grupos | Colo-Colo   | 1 – 0     | Melgar | Santiago, Chile                             |  |
| 19:30 (UTC−3)                  | Paredes 64' | Relatório |        | Público: 30 000 Árbitro: PAR Julio Quintana |  |

| 1 de março Fase de grupos | Melgar | 0 – 1     | Independiente del Valle | Arequipa, Peru                                                               |  |
| 15:15 (UTC−5)             |        | Relatório | Sornoza 36'             | Estádio: Estádio Monumental da UNSA Público: 15 000 Árbitro: URU Oscar Rojas |  |

| 15 de março de 2016 Fase de grupos | Independiente del Valle     | 2 – 0     | Melgar | Estádio Rumiñahui, Sangolquí |  |
|                                    | Sornoza 2' · Jo. Angulo 47' | Relatório |        |                              |  |

| 7 de abril Fase de grupos | Melgar     | 1 – 2     | Colo-Colo        | Arequipa, Peru                                                                         |  |
|                           | Cuesta 48' | Relatório | Paredes 68', 72' | Estádio: Estádio Monumental da UNSA, Arequipa Público: 8 000 Árbitro: COL Luis Sánchez |  |

| 14 de abril Fase de grupos | Atlético Mineiro                                      | 4 – 0 | Melgar | Estádio Mineirão, Belo Horizonte |  |
|                            | Tiago 1' · Robinho 7' · Pratto 16' (pen) · Carlos 68' |       |        | Árbitro: VEN Jesús Valenzuela    |  |

### 2017
| 14 de março Fase de grupos | Melgar     | 1 – 0     | Emelec | Arequipa, Peru                                                                          |  |
| 17:30 (UTC−5)              | García 76' | Relatório |        | Estádio: Estádio Monumental da UNSA, Arequipa Público: 15 000 Árbitro: BRA Sandro Ricci |  |

| 13 de abril Fase de grupos | River Plate                                            | 4 – 2     | Melgar          | Buenos Aires, Argentina                                                                     |  |
| 21:00 (UTC−3)              | Fernández 17' · Driussi 21', 66' · Martínez Quarta 26' | Relatório | Herrera 4', 24' | Estádio: Estádio Monumental de Núñez, Buenos Aires Público: 35 000 Árbitro: BOL Raúl Orosco |  |

| 20 de abril Fase de grupos | Independiente Medellín   | 2 – 0     | Melgar | Medellín, Colombia                                                                        |  |
|                            | Viola 12' · Mosquera 63' | Relatório |        | Estádio: Estádio Atanasio Girardot, Medellín Público: 23 508 Árbitro: URU Leodán González |  |

| 26 de abril Fase de grupos | Melgar      | 1 – 2     | Independiente Medellín        | Arequipa, Peru                                                                              |  |
|                            | Herrera 69' | Relatório | Piedrahita 72' · Quintero 74' | Estádio: Estádio Monumental da UNSA, Arequipa Público: 15 000 Árbitro: BRA Anderson Daronco |  |

| 18 de maio Fase de grupos | Melgar                         | 2 – 3     | River Plate                             | Arequipa, Peru                                                                              |  |
|                           | O. Fernández 23' · Herrera 61' | Relatório | Alario 11' · Mayada 19' · Fernández 69' | Estádio: Estádio Monumental da UNSA, Arequipa Público: 10 000 Árbitro: VEN Jesús Valenzuela |  |

| 25 de maio Fase de grupos | Emelec                                   | 3 – 0     | Melgar | Guayaquil, Equador                                                                      |  |
|                           | Orejuela 27' · Quiñónez 49' · Angulo 78' | Relatório |        | Estádio: Estádio George Capwell, Guaiaquil Público: 20 000 Árbitro: URU Leodán González |  |

### 2018
| 30 de janeiro Segunda Fase | Santiago Wanderers | 1 – 1     | Melgar       | Valparaíso, Chile                       |  |
| 21:30 (UTC−3)              | Viotti 1'          | Relatório | Cuesta 45+2' | Estádio: Estádio Elías Figueroa Brander |  |

| 6 de fevereiro Segunda fase | Melgar | 0 – 1     | Santiago Wanderers | Arequipa, Peru                      |  |
| 19:30 (UTC−5)               |        | Relatório | Medel 44'          | Estádio: Estádio Monumental da UNSA |  |

### 2019
| 5 de fevereiro Segunda fase | Melgar    | 1 – 0     | Universidad de Chile | Arequipa, Peru                      |  |
| 18:30 (UTC−5)               | Arias 53' | Relatório |                      | Estádio: Estádio Monumental da UNSA |  |

| 13 de fevereiro Segunda fase | Universidad de Chile | 0 – 0     | Melgar | Santiago, Chile |  |
| 18:15 (UTC−3)                |                      | Relatório |        |                 |  |

| 19 de fevereiro Terceira fase | Melgar                   | 2 – 0     | Caracas      | Estádio Monumental da UNSA    |  |
| 19:30 (UTC−5)                 | Romero 34' · Arakaki 50' | Relatório | {{{golos2}}} | Árbitro: BRA Luiz de Oliveira |  |

| 26 de fevereiro Terceira fase | Caracas                 | 2 – 1     | Melgar     | Estádio Olímpico da UCV       |  |
| 20:30 (UTC−4)                 | Fereira 44' · Celis 56' | Relatório | Cuesta 88' | Árbitro: URU Esteban Ostojich |  |

| 5 de março Fase de grupos | Melgar | 0 – 0     | San Lorenzo  | Estádio Monumental da UNSA, Arequipa |  |
| 17:15 (UTC−5)             |        | Relatório | {{{golos2}}} | Árbitro: VEN Alexis Herrera          |  |

| 12 de março Fase de grupos | Palmeiras                                             | 3 – 0     | Melgar       | Allianz Parque                   |  |
| 19:15 (UTC−3)              | Felipe Melo 24' · Ricardo Goulart 53' · Deyverson 70' | Relatório | {{{golos2}}} | Árbitro: PAR Mario Díaz de Vivar |  |

| 2 de abril Fase de grupos | Melgar      | 1 – 0     | Junior de Barranquilla | Estádio Monumental da UNSA    |  |
| 19:30 (UTC−5)             | Carmona 71' | Relatório | {{{golos2}}}           | Árbitro: VEN Jesús Velenzuela |  |

| 9 de abril Fase de grupos | San Lorenzo                 | 2 – 0     | Melgar       | Estádio Nuevo Gasómetro  |  |
| 21:30 (UTC−3)             | Rodríguez 45' · Barrios 87' | Relatório | {{{golos2}}} | Árbitro: PAR Éber Aquino |  |

| 25 de abril Fase de grupos | Melgar | 0 – 4     | Palmeiras                                       | Arequipa                                                     |  |
| 21:00 (UTC−5)              |        | Relatório | Gómez 8' · Gustavo Scarpa 21', 67' · Moisés 80' | Estádio: Estádio Monumental da UNSA Árbitro: ECU Carlos Orbe |  |

| 8 de maio Fase de grupos | Junior de Barranquilla | 0 – 1     | Melgar     | Barranquilla                                              |  |
| 19:30 (UTC−5)            |                        | Relatório | Cuesta 16' | Estádio: Estádio Metropolitano Árbitro: ARG Darío Herrera |  |

## Década de 2020

### 2023
| 6 de abril Fase de grupos | Melgar | 1 – 1 | Olimpia |  |
| 19:00 (UTC−5)             |        |       |         |  |